# Forte da Preguiça

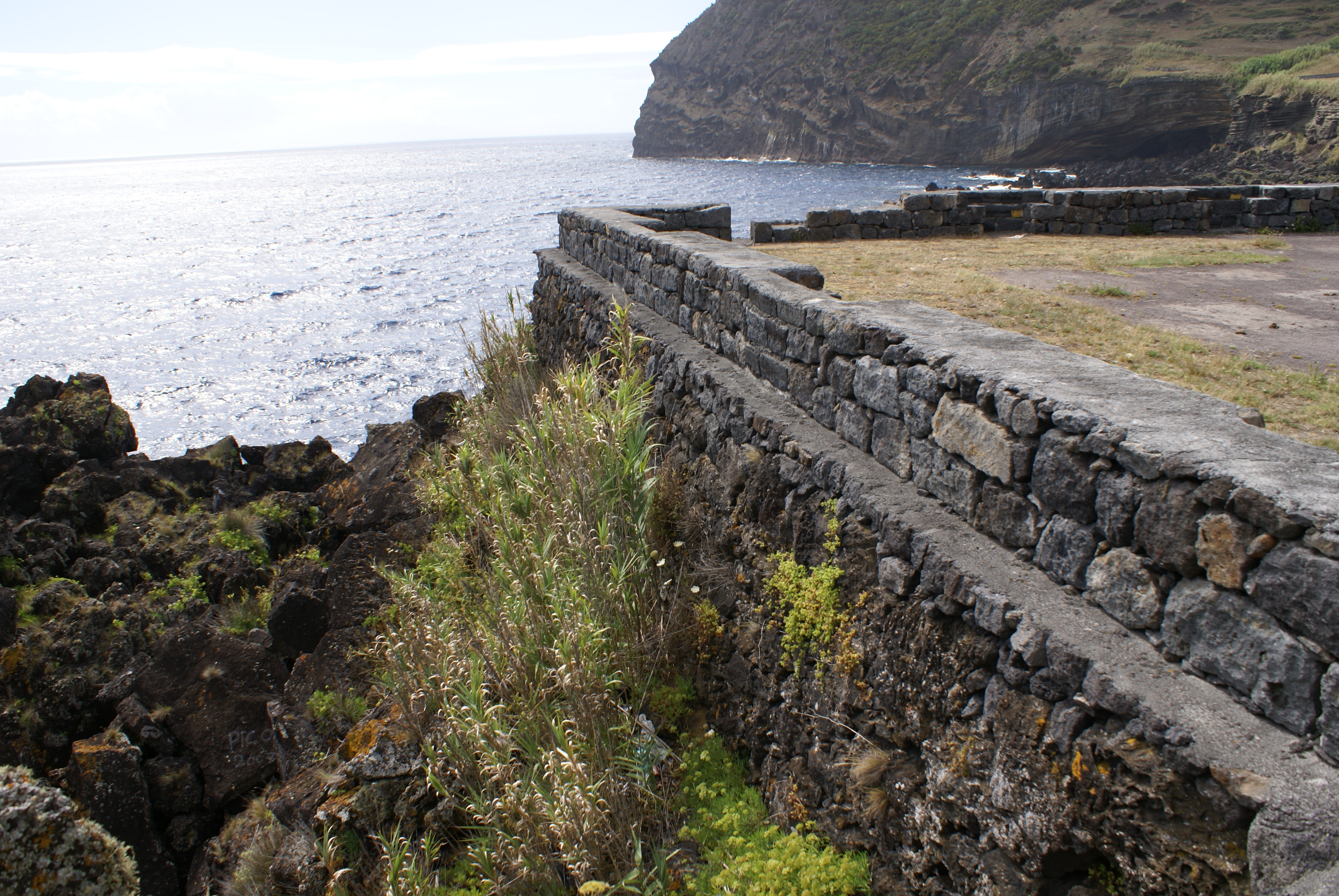
Forte da Preguiça, muralha.

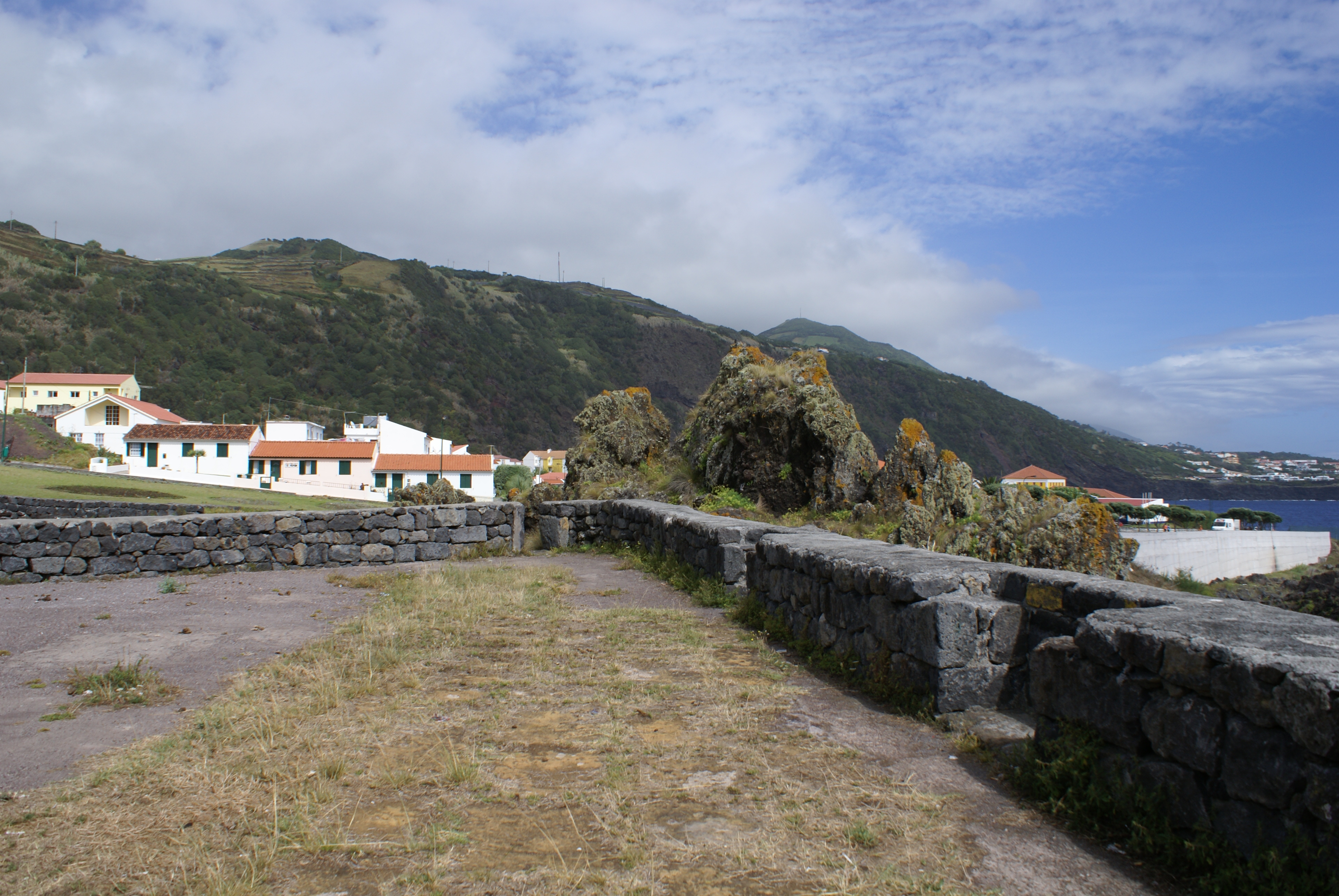
Forte da Preguiça.

O Forte da Preguiça localiza-se na Preguiça, na freguesia da Calheta, no concelho de mesmo nome, na costa sul da ilha de São Jorge, nos Açores.
Em posição dominante sobre este trecho do litoral, constituiu-se em uma fortificação destinada à defesa deste ancoradouro contra os ataques de piratas e corsários, outrora frequentes nesta região do oceano Atlântico.

## História
Pode ser uma das estruturas que, no contexto da Guerra da Sucessão Espanhola (1702-1714), encontram-se referidas genericamente como "Os quatro Redutos do Porto da Calheta." na relação "Fortificações nos Açores existentes em 1710".
As demais estruturas que existiram na Calheta foram o Forte de Santo António, o Forte de São João Baptista, e o Forte do Espírito Santo.
Estrutura de pequenas dimensões, em nossos dias os seus muros foram recuperados, tendo-se procurado preservar a sua primitiva traça, encontrando-se requalificado como um miradouro.